# Conrado el Rojo
Conrado de Lorena, apodado "el Rojo" (c. 922 - 10 de septiembre de 955), duque de Lotaringia.

## Biografía
Participó en el levantamiento encabezado por Liudolfo de Suabia contra el emperador Otón I, que era su suegro. Tras ser derrotados, Otón le arrebató el ducado. Después de someterse a la autoridad del emperador, dirigió las tropas que derrotaron a los húngaros en las proximidades del río Lech, pero murió en el transcurso de la batalla de Lechfeld (955).

## Muerte
Viduquindo de Corvey, cronista de la época, afirmó que, durante la batalla de Lechfeld, debido al intenso calor, Conrado se quitó la armadura, momento en el cual una flecha le alcanzó en la garganta y acabó con su vida.

Cuonradus quippe dux fortiter pugnans, animi fervore solisque ardore, qui eo die nimius erat, accensus aestuat, vinclisque [loricae] solutis dum auram captat, vulnere sagittae adverso gutturis defixae cadit.
El duque Conrado, luchando valientemente, irritado por el fervor de su alma y el calor del sol, que ese día era excesivo, habiendo aflojado las correas de su coraza para recibir la brisa, cayó con la herida de una flecha clavada en su garganta.
Widukindus Corbeius

Existe otra versión de la muerte de Conrado el Rojo publicada en un manuscrito del siglo XIV, la Crónica Iluminada Húngara. Según el cronista, Marcos de Kalt, habiendo sido hecho prisionero el jefe húngaro Lehel, Conrado le preguntó de qué forma quería morir. Lehel solicitó su cuerno de guerra. Después de soplarlo, daría su respuesta a su captor. En cuanto tuvo el cuerno en sus manos, fingiendo que iba a hacerlo sonar, se acercó a Conrado y le asestó tal golpe en la cabeza que lo mató al instante.
Simón de Kéza, autor de la obra Gesta Hunnorum et Hungarorum, consideró este relato, que debía formar parte de la historia oral húngara, como algo fantasioso, argumentando con toda lógica que los prisioneros de guerra no podían hacer tales cosas, ya que siempre tenían sus manos esposadas.

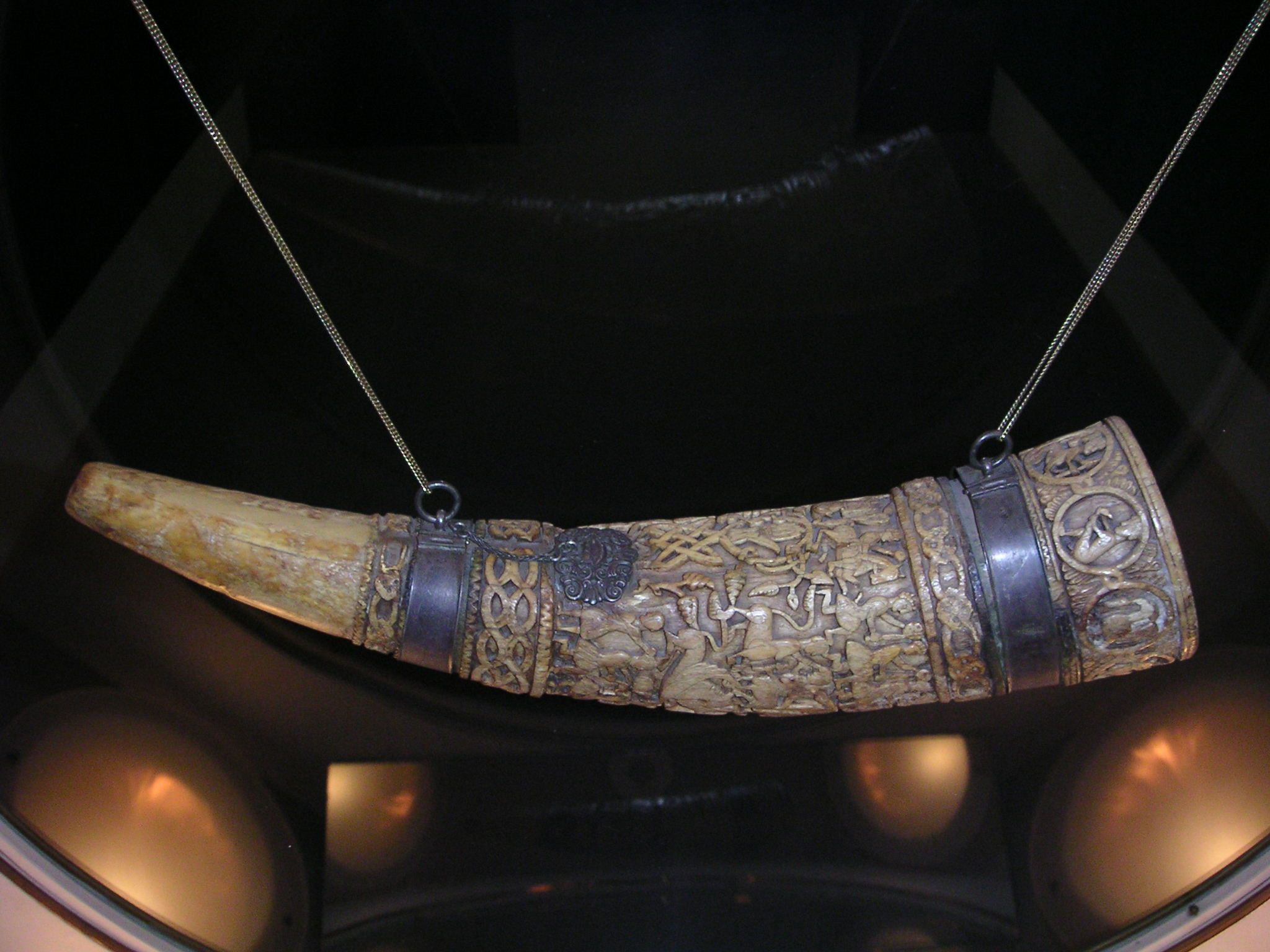
El Cuerno de Lehel, exhibido en el museo de Jászberény, Hungría.